# Cholet-Pays de la Loire 2019
La 41e édition de Cholet-Pays de la Loire a lieu le 31 mars 2019. Elle fait partie du calendrier UCI Europe Tour 2019 en catégorie 1.1.

## Présentation

### Équipes
Classée en catégorie 1.1 de l'UCI Europe Tour, Cholet-Pays de la Loire est par conséquent ouvert aux WorldTeams dans la limite de 50 % des équipes participantes, aux équipes continentales professionnelles, aux équipes continentales et aux équipes nationales.
Vingt équipes participent à la course - deux WorldTeams, onze équipes continentales professionnelles et sept équipes continentales :
| WorldTeams (2)- AG2R La Mondiale - Groupama-FDJ Équipes continentales professionnelles (11)- Cofidis, Solutions Crédits - Israel Cycling Academy - Delko-Marseille Provence - Rally UHC Cycling - Androni Giocattoli-Sidermec - Direct Énergie - Sport Vlaanderen-Baloise - Arkéa-Samsic - Euskadi Basque Country-Murias - Vital Concept-B&B Hotels - Wanty-Groupe Gobert Équipes continentales (7)- Amore & Vita-Prodir - EvoPro Racing - BHS-Almeborg Bornholm - Natura4Ever-Roubaix Lille Métropole - Canyon DHB p/b Bloor Homes - Saint Michel-Auber 93 - Swiss Racing Academy |
| |

## Classements

### Classement final
| \| Classement général \| Classement général \| Classement général \| Classement général \| Classement général \| \| Coureur \| Coureur \| Pays \| Équipe \| Temps \| \| ------------------ \| ------------------ \| ------------------ \| ----------------------------------- \| ------------------ \| \| 1er \| Marc Sarreau \| France \| Groupama-FDJ \| 4 h 41 min 42 s \| \| 2e \| Bryan Coquard \| France \| Vital Concept-B&B Hotels \| + 0 s \| \| 3e \| Thomas Boudat \| France \| Direct Énergie \| + 0 s \| \| 4e \| Bram Welten \| Pays-Bas \| Arkéa-Samsic \| + 0 s \| \| 5e \| Rudy Barbier \| France \| Israel Cycling Academy \| + 0 s \| \| 6e \| Emiel Vermeulen \| Belgique \| Natura4Ever-Roubaix Lille Métropole \| + 0 s \| \| 7e \| Nacer Bouhanni \| France \| Cofidis, Solutions Crédits \| + 0 s \| \| 8e \| Anthony Maldonado \| France \| Saint Michel-Auber 93 \| + 0 s \| \| 9e \| Julien Trarieux \| France \| Delko Marseille Provence \| + 0 s \| \| 10e \| Aaron Van Poucke \| Belgique \| Sport Vlaanderen-Baloise \| + 0 s \| |                   |          |                                     |                 |
| |                   |          |                                     |                 |
| Source : ProCyclingStats |                   |          |                                     |                 |
| Classement général |                   |          |                                     |                 |
| Coureur | Coureur           | Pays     | Équipe                              | Temps           |
| 1er | Marc Sarreau      | France   | Groupama-FDJ                        | 4 h 41 min 42 s |
| 2e | Bryan Coquard     | France   | Vital Concept-B&B Hotels            | + 0 s           |
| 3e | Thomas Boudat     | France   | Direct Énergie                      | + 0 s           |
| 4e | Bram Welten       | Pays-Bas | Arkéa-Samsic                        | + 0 s           |
| 5e | Rudy Barbier      | France   | Israel Cycling Academy              | + 0 s           |
| 6e | Emiel Vermeulen   | Belgique | Natura4Ever-Roubaix Lille Métropole | + 0 s           |
| 7e | Nacer Bouhanni    | France   | Cofidis, Solutions Crédits          | + 0 s           |
| 8e | Anthony Maldonado | France   | Saint Michel-Auber 93               | + 0 s           |
| 9e | Julien Trarieux   | France   | Delko Marseille Provence            | + 0 s           |
| 10e | Aaron Van Poucke  | Belgique | Sport Vlaanderen-Baloise            | + 0 s           |

### Classements UCI
La course attribue aux coureurs le même nombre des points pour l'UCI Europe Tour 2019 et le Classement mondial UCI.
| Position           | 1er | 2e | 3e | 4e | 5e | 6e | 7e | 8e | 9e | 10e | 11e | 12e | 13e à 15e | 16e à 25e |
| Classement général | 125 | 85 | 70 | 60 | 50 | 40 | 35 | 30 | 25 | 20  | 15  | 10  | 5         | 3         |